# 230 Athamantis
230 Athamantis è un asteroide della fascia principale del diametro medio di circa 108,99 km. Scoperto nel 1882, presenta un'orbita caratterizzata da un semiasse maggiore pari a 2,3816263 au e da un'eccentricità di 0,0620790, inclinata di 9,45103° rispetto all'eclittica.
L'asteroide è dedicato a Atamanti, personaggio della mitologia greca.